# كارليس بوتش جرادين
كارليس بوتش جرادين (بالإسبانية: Carlos Poch-Gradin)‏ مواليد 9 نوفمبر 1982 في برشلونة، هو لاعب كرة مضرب إسباني بدأ مسيرته كمحترف سنة 1999 يلعب باليد اليسرى. أعلى تصنيف له في الفردي كان المركز الـ 215 في سنة 2009. أعلى تصنيف له في الزوجي كان المركز الـ 145 في سنة 2009.

## روابط خارجية
- كارليس بوتش جرادين على موقع رابطة محترفي التنس (الإنجليزية)
- كارليس بوتش جرادين على موقع الاتحاد الدولي لكرة المضرب (الإنجليزية)
- كارليس بوتش جرادين على موقع خلاصة التنس.كوم (الإنجليزية)